# Сидоров, Алексей Алексеевич (искусствовед)
Алексе́й Алексе́евич Си́доров (1 (13) июня 1891 — 30 июня 1978) — советский искусствовед, библиофил и коллекционер, автор ряда работ по истории русского и европейского искусства, специалист по книговедению и истории рисунка. Доктор искусствоведения (1936), член-корреспондент АН СССР (1946), заслуженный деятель искусств РСФСР (1947).

## Биография
Родился в селе Николаевка Курской губернии, ныне Бурынского района Сумской области, Украина. Был одним из первых выпускников 9-й гимназии им. Медведниковых в Москве. В юношеские годы публиковал стихи: 21 стихотворение Сидорова вошло в сборник «Toga praetexta» (1910), совместный с таким же начинающим поэтом Дмитрием Ремом. О стихах Сидорова благосклонно отозвался Николай Гумилёв («Если это действительно первые опыты, на него можно возлагать надежды. Он не так уж плохо подражает Валерию Брюсову, еще удачнее Андрею Белому… В его книге есть строки детские, строки фокуснические, но в общем он чувствует ритм, любит рифму и стихотворения пишет не потому, что хочет, а потому, что должен»).
Окончил Московский университет в 1913 году и до начала Первой мировой войны находился на стажировке в Италии, Австро-Венгрии и Германии. В 1916—1921 и 1927—1936 годах работал в Государственном музее изящных (изобразительных) искусств. Преподаватель и профессор отделения истории и теории искусств МГУ (1921—1950). Принёс в дар государству собранную им большую коллекцию графики русских и иностранных художников. Награждён орденом Ленина, тремя другими орденами, а также медалями. В 1921 году защитил магистерскую диссертацию «Эволюция художественного образа в истории искусств».

«В диссертации проводилась мысль о необходимости создания в качестве особой дисциплины художественной „эйдологии“, как учения об образе, комплексном и живом единстве художественного произведения, эволюционирующем в связи общей жизнью человеческих обществ, поскольку в его создании неизбежно участвуют не только непосредственные профессионально-художественные силы искусства, но и общественные идеологические системы…»

С 1920-х годов, согласно воспоминаниям П. А. Судоплатова, Сидоров под псевдонимом «Старый» оказывал помощь ОГПУ по борьбе с немецким шпионажем. Во время Великой Отечественной войны должен был оставаться в Москве на случай оккупации, как известный немецкой разведке, для прикрытия советских бойцов. Подстраховывал 4-е управление (Особую группу) НКВД во время операции «Монастырь». В этом ему помогала жена Татьяна Андреевна (работала под псевдонимом «Мир»), а также неназванный по имени профессор литературы — бывший агент царской охранки (под псевдонимом «Шорох»), и другие люди.
Автор работ по отдельным вопросам западноевропейской графики эпохи Возрождения и модернизма. Опубликовал исследования «Графический язык Рембрандта», «Искусство Бердсли» и др. Изучал и собирал работы мастеров русской и советской графики. Опубликовал статьи «Революция и искусство», «Русская графика за годы революции 1917—1922» и др. В послевоенные годы появились работы А. А. Сидорова, посвящённые развитию графических искусств в России и русскому книжно-оформительскому делу. Сидоров опубликовал около двух сотен работ, посвящённых различным областям художественной культуры — от архитектуры и танца до экслибриса. Известен множеством научных докладов и выступлений, систематической редакционной деятельностью в советском искусствознании.

«Особая тема — место Сидорова в нашей искусствоведческой среде. Для многих и многих специалистов нескольких поколений был, кроме всего, глубоким и доброжелательным оппонентом диссертационных сочинений. Именно его участие в диспутах превращало их в события искусствоведческой жизни…» Г. Ю. Стернин.

В последние годы жизни завершил работу над «Воспоминаниями», рассказывающую о культурном быте и художественной жизни Москвы и Ленинграда в 1920-30-е гг., см. Стернин Г. Ю. «А. А. Сидоров: полвека в искусстве».
Был женат на дочери врача А. С. Буткевича, Татьяне Андреевне (1887—1983), которая была с юности дружна с С. Н. Дурылиным. А. А. Сидоров также дружил с Дурылиным и был связан с ним профессиональными интересами. Их дочь, Наталья Алексеевна Сидорова (1924—2001) — искусствовед, один из лучших знатоков чёрнофигурной расписной керамики; занималась атрибуцией римских портретов, саркофагов; автор ряда монографий и книг.

## Отзывы
«А. А. Сидоров меня привлекал и как собиратель русских рисунков. Они были у него в хорошем порядке, вмонтированы в паспарту и проложены калькой. Всю коллекцию мне не пришлось увидеть, но отдельных авторов он всегда представлял мне для просмотра. И я нисколько не удивился, что коллекцию он решил передать в Третьяковскую галерею… У А. А. Сидорова было большое собрание и иностранных рисунков, среди которых были просто шедевры, как, например, рисунки Дюрера.
А. А. Сидоров широко известен и как собиратель книжных знаков, но мало кто знает и помнит, что он и сам занимался гравированием, причём резал он свои работы в книжно-декоративном плане.
А. А. Сидоров всегда был очень доброжелательным человеком. Он никогда и никому не отказывал в рецензировании работ и выступал на защитах диссертаций.»
 Автор воспоминаний П. Е. Корнилов, отрывок из авторской рукописи.

## Основные работы
- Революция и искусство. М., 1918.
- Искусство книги (1922).
  - 2-е изд. М., 1979;
- Портреты из истории искусств. Сонеты, гравюры на дереве (1922).
- Современный танец (1922).
- Русская графика за годы революции. 1917—1922. — М., 1923.
- Русские портретисты XVIII в. Выпуск 15. — М.-Пг.: Государственное издательство, 1923.
- Книга в России. Ч. 1-2 (1924—1926).
- Уголки Москвы: миниатюры в гравюрах на дереве Ивана Павлова (1925).
- Искусство Обри Бердслея. Юношеские рисунки (1926).
- Кете Кольвиц (1931).
- Рисунки старых мастеров. Техника. Теория. История. — М.—Л., 1940.
- Леонардо да Винчи. 1452—1519 (1945).
- Уильям Хогарт. 1697—1764 (1946).
- История древней русской книжной гравюры (1946).
- История оформления русской книги: учебное пособие. — М.; Л.: Гизлегпром, 1946.
  - История оформления русской книги / Чл.-кор. АН СССР А. А. Сидоров. — 2-е изд., испр. и доп. — М.: Книга, 1964. — 392 с.
- И. Ф. Рерберг (1947).
- А. А. Шовкуненко — народный художник СССР (1948).
- Графика (1949).
- И. Е. Репин (1949).
- Древнерусская книжная гравюра. — М.: АН СССР, 1951. — 395 с., [5] л. ил. 5000 экз.
- Рисунок старых русских мастеров. — М., 1956.
- Рисунок русских мастеров (2-я пол. XIX в.). — М., 1960.
- Врубель. Рисунки к произведениям М. Ю. Лермонтова / А. А. Сидоров; ред.-сост. М. И. Флекель. — Л., 1964.
- Записки собирателя : Книга о рисунках старых и новых. — Л. : Художник РСФСР, 1969.
- Русская графика начала XX в. — М., 1969.
- Книга и жизнь. Сборник книговедческих работ. М., 1972.
- О мастерах зарубежного, русского и советского искусства. Избранные труды. — М.: Советский художник, 1985 (Библиотека искусствознания).
- Moskau. Berlin: Albertus-Verlag, 1928. (Sidorow, Alexys A. - составитель фотоальбома с видами Москвы 1920-х гг.)